# Allastena piliventris
Allastena piliventris là một loài bọ cánh cứng trong họ Chrysomelidae. Loài này được Broun miêu tả khoa học năm 1915.